# 小田原智一
小田原 智一（おだはら ともかず、1944年2月12日 - ）は、日本の実業家。福岡空港ビルディング代表取締役社長や、九州大学学術研究都市推進機構理事長を経て、福岡証券取引所理事長。

## 人物・経歴
福岡県北九州市出身。福岡県立東筑高等学校を経て、1966年九州大学法学部卒業、九州電力入社。九州電力理事人事労務部長、九州電力執行役員鹿児島支店長などを経て、2003年九州電力取締役。2004年九州電力常務取締役。2007年から福岡空港ビルディング代表取締役社長を務め、利便性の向上などにあたった。2009年九州大学学術研究都市推進機構理事長。2016年福岡空港ビルディング顧問。2017年福岡証券取引所理事長。